# Bühlertal
Bühlertal – miejscowość i gmina w Niemczech, w kraju związkowym Badenia-Wirtembergia, w rejencji Karlsruhe, w regionie Mittlerer Oberrhein, w powiecie Rastatt. Leży ok. 20 km na południe od Rastatt, przy drodze krajowej B500.

Bühlertal
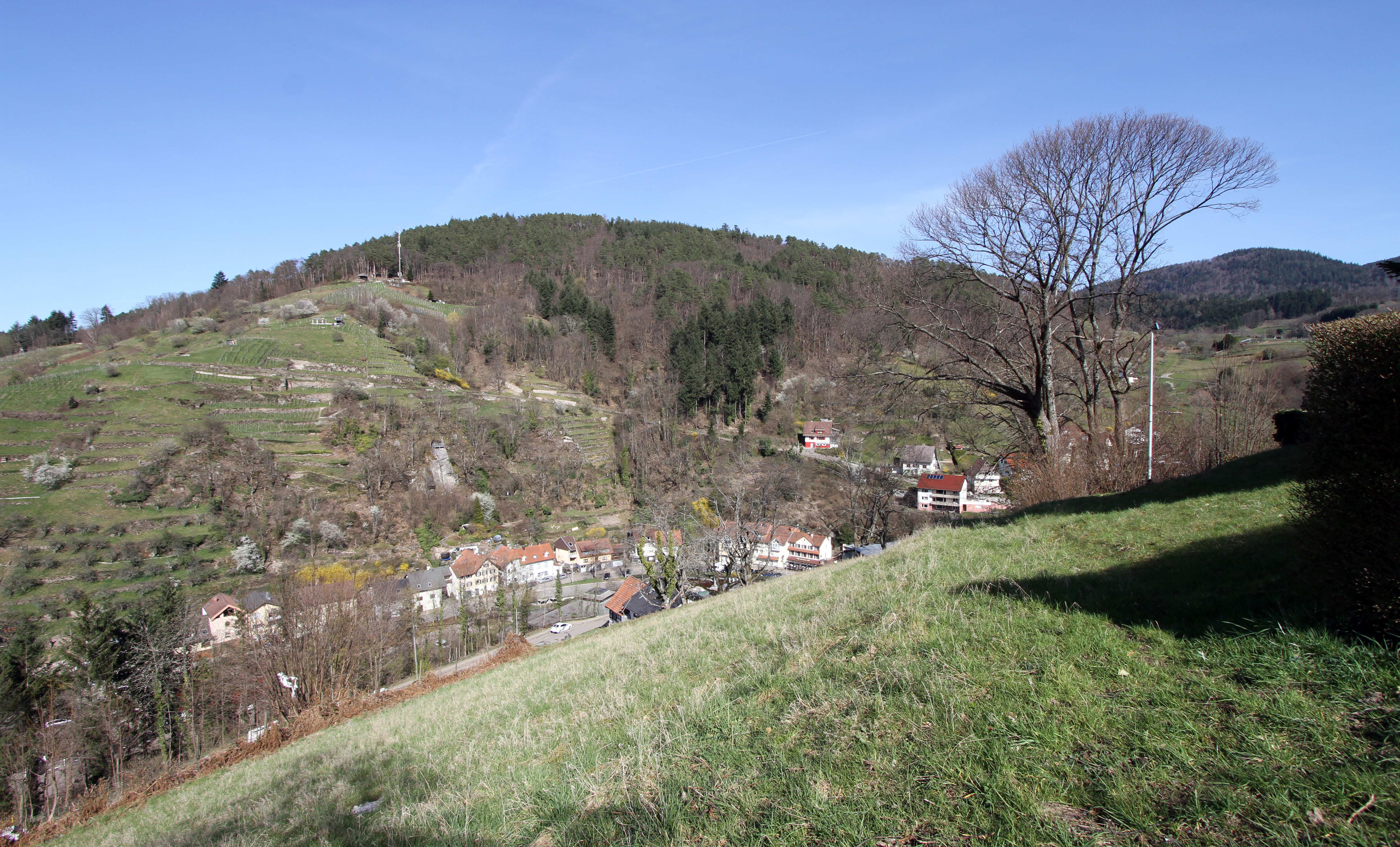
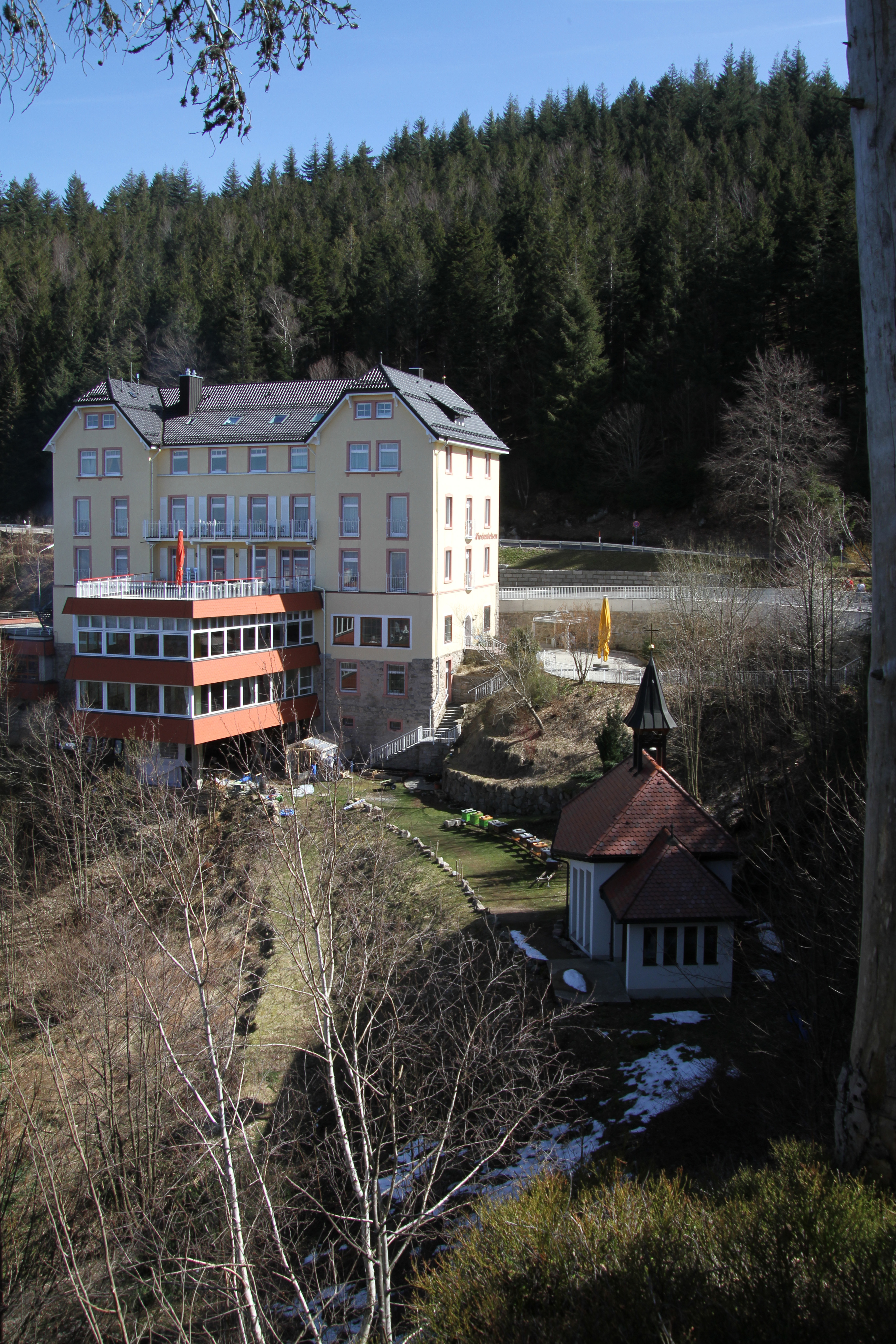
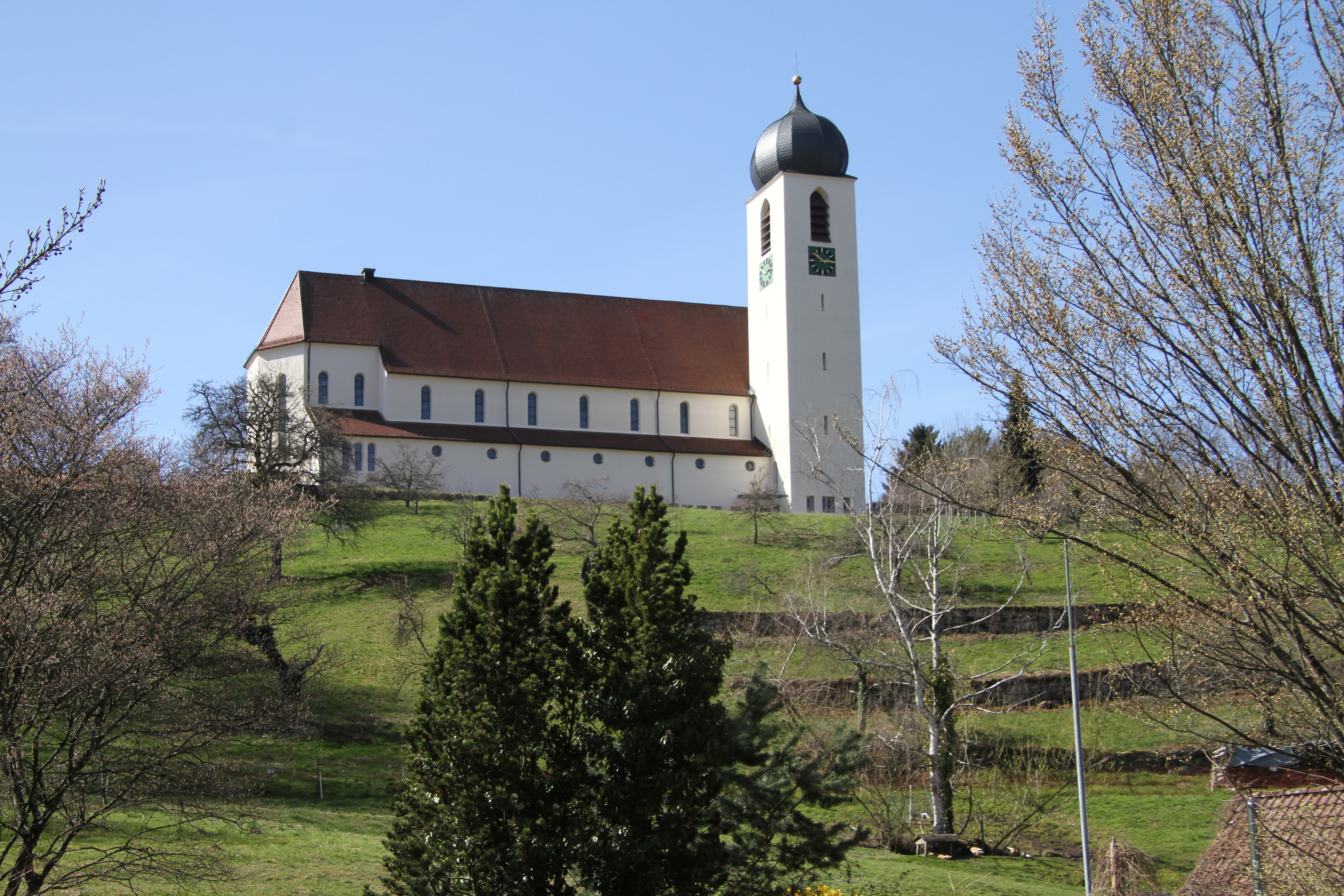
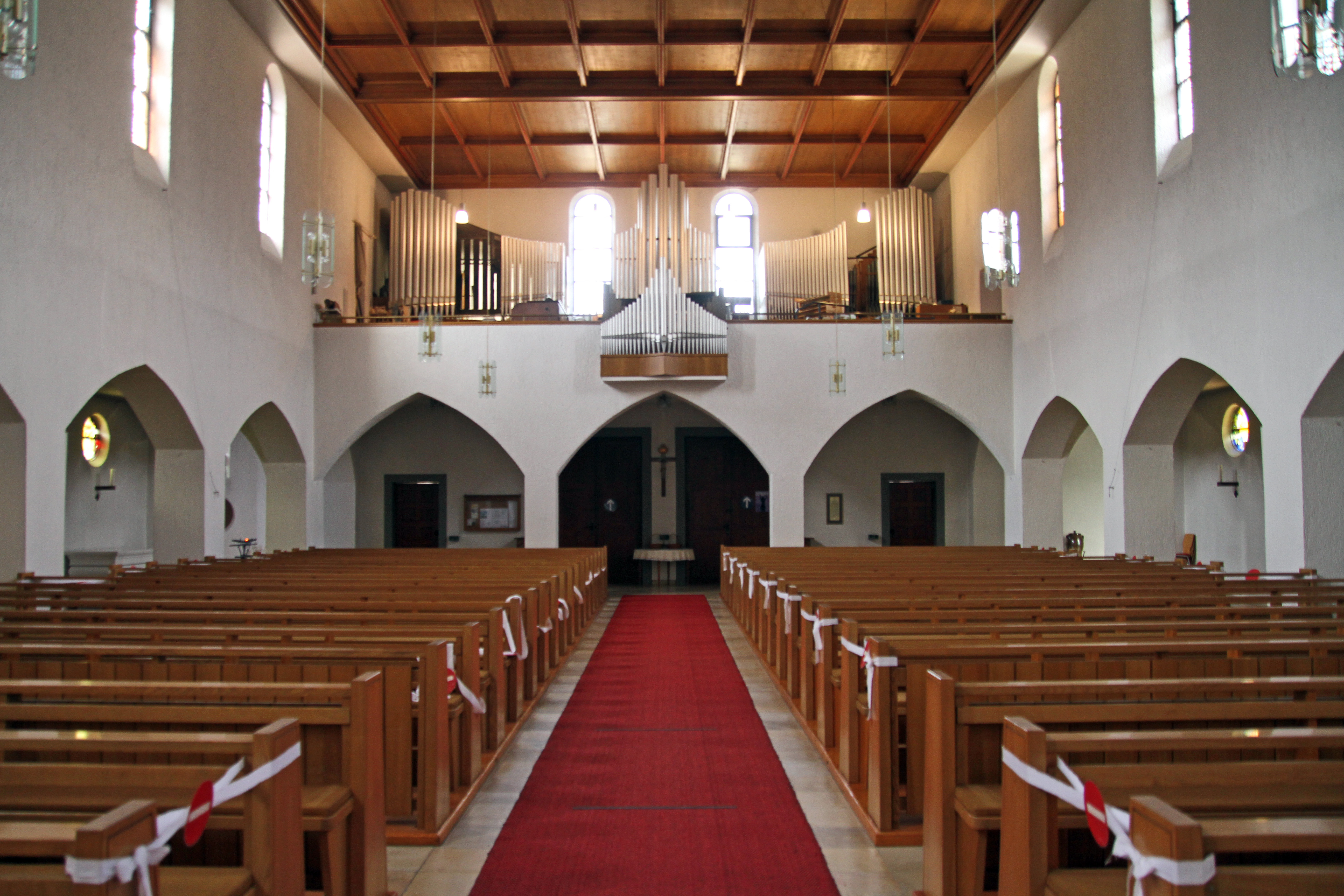
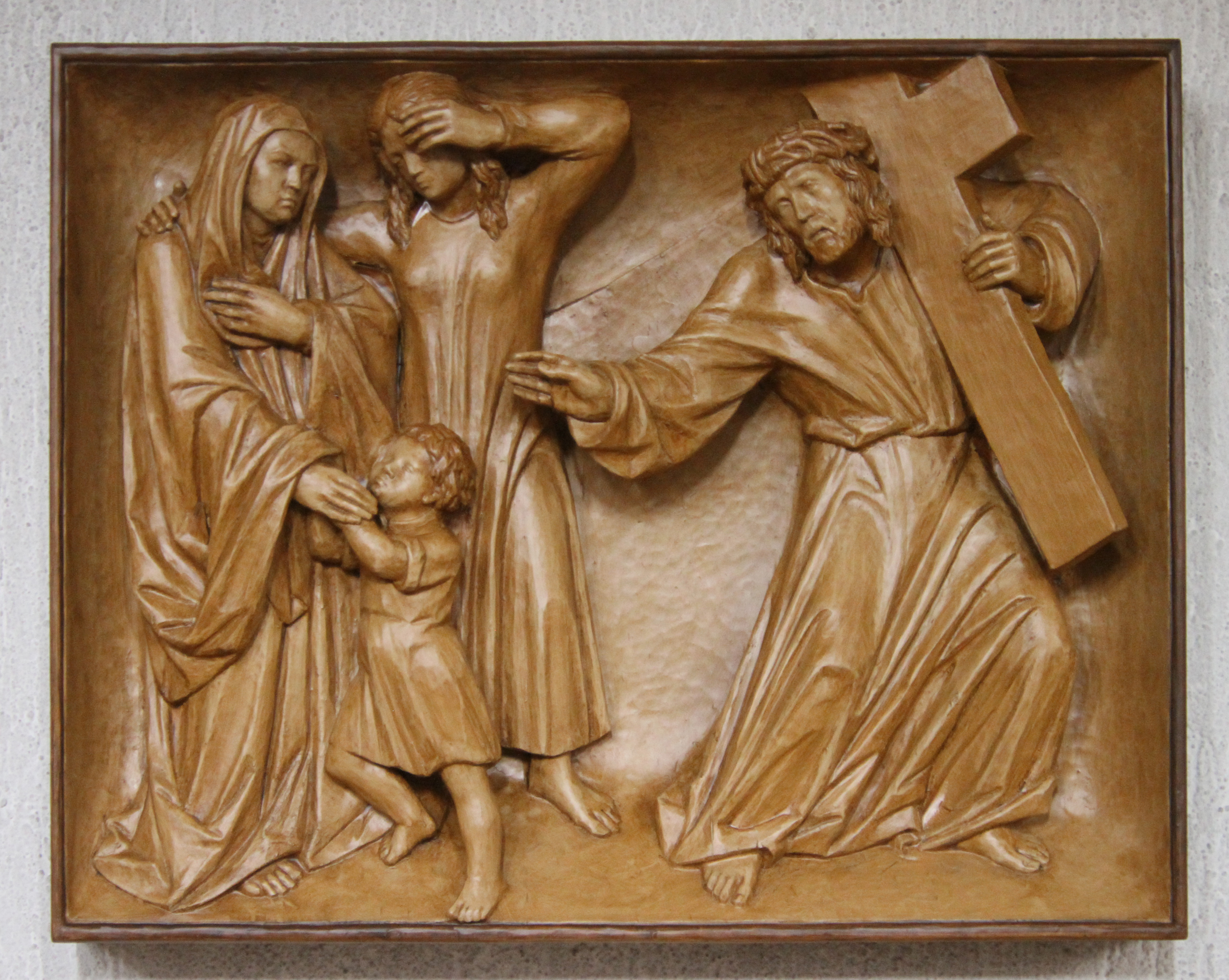
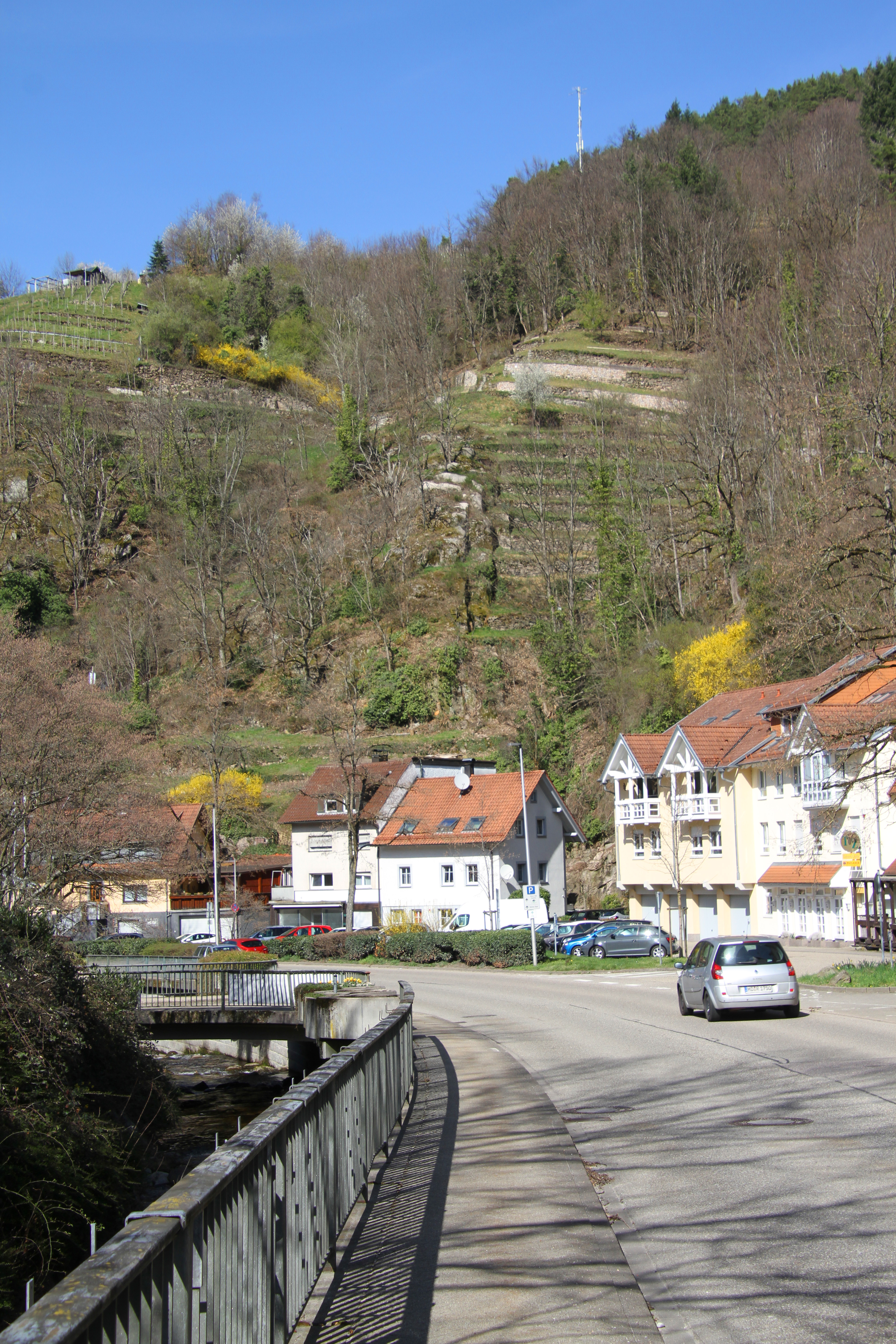
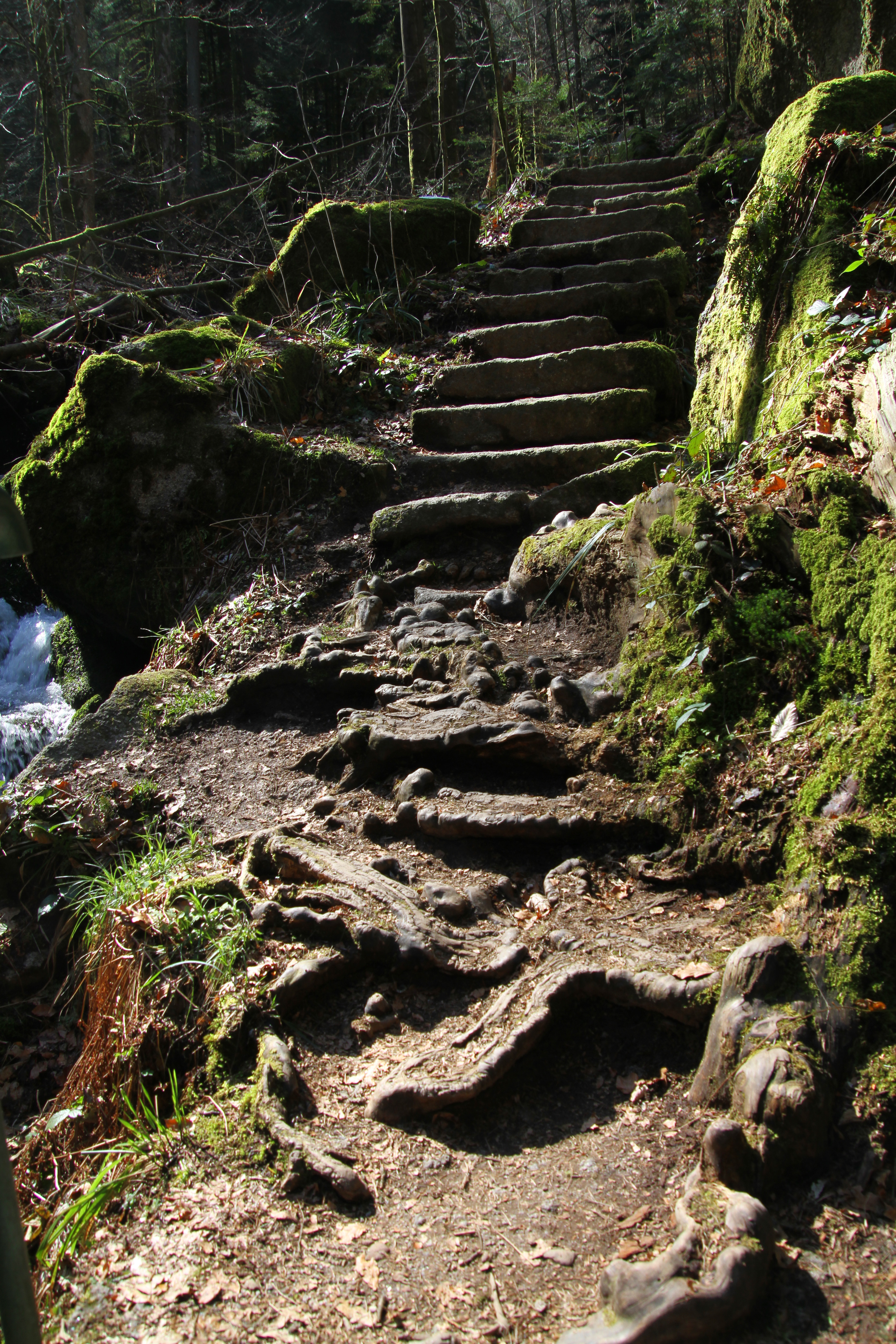
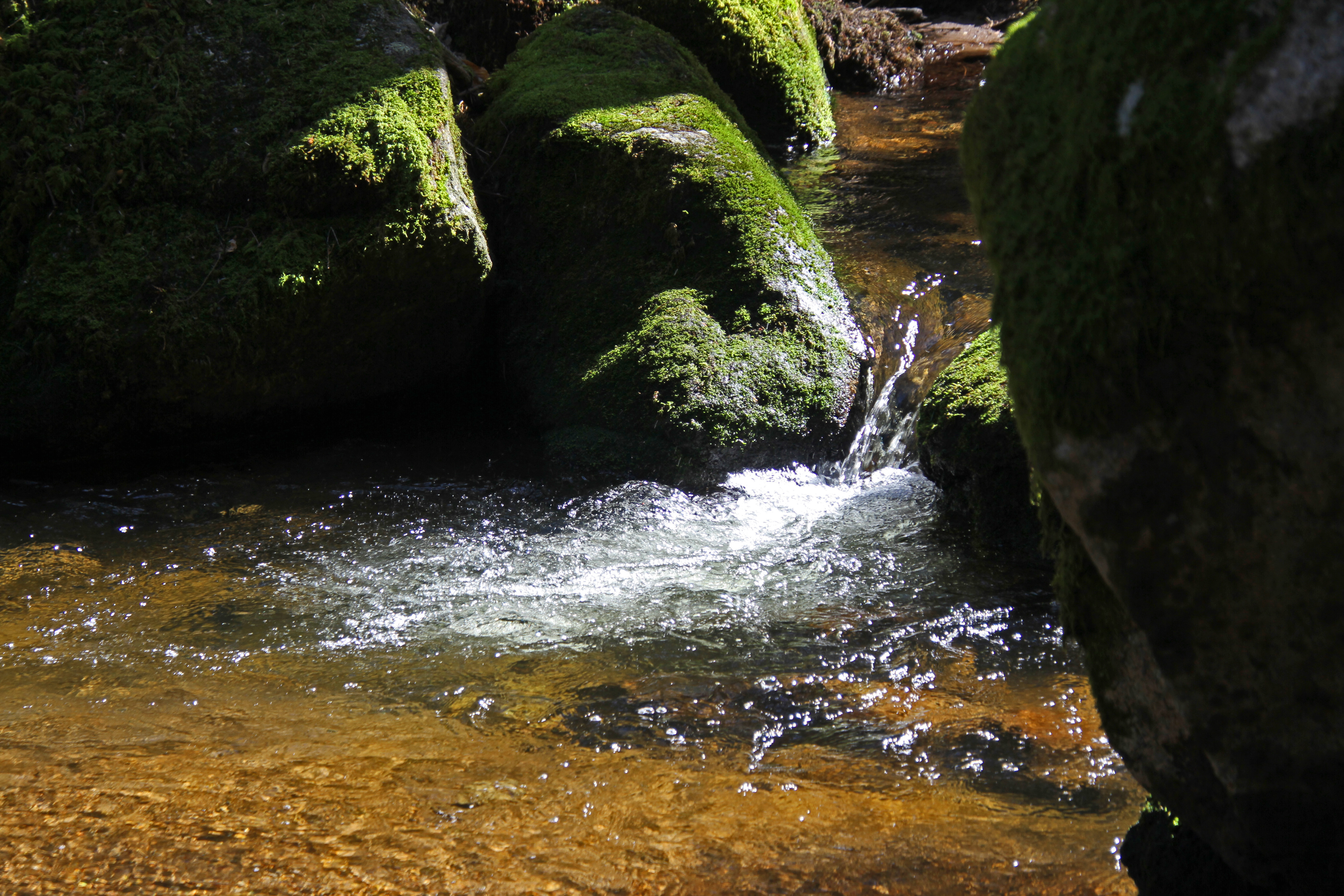